# Historia de Jaén
La historia de Jaén, ciudad española en Andalucía, viene representada desde la Edad Antigua en que surge uno de los primeros núcleos identificados con la cultura ibera y que pasó a la ciudad romana.
En al-Ándalus fue primero sede de una cora y después capital de un reino de taifas, que fue incorporado a la cristiana Corona de Castilla bajo Fernando III el Santo a través de un pacto con el sultán nazarí Al-Ahmar, a partir de entonces Jaén, se convirtió en lugar importante de la frontera de Castilla y como capital del reino, fue una de las ciudades con voto en cortes, alojando en numerosas ocasiones la corte itinerante. Durante la Baja Edad Media, la ciudad sufrió dramáticas convulsiones económicas, demográficas y sociales.
El siglo XX, además de la trágica guerra civil, presenció hitos decisivos en la historia contemporánea de España, como la instauración de la Democracia y la creación de la autonomía andaluza.

## Prehistoria

### Los orígenes

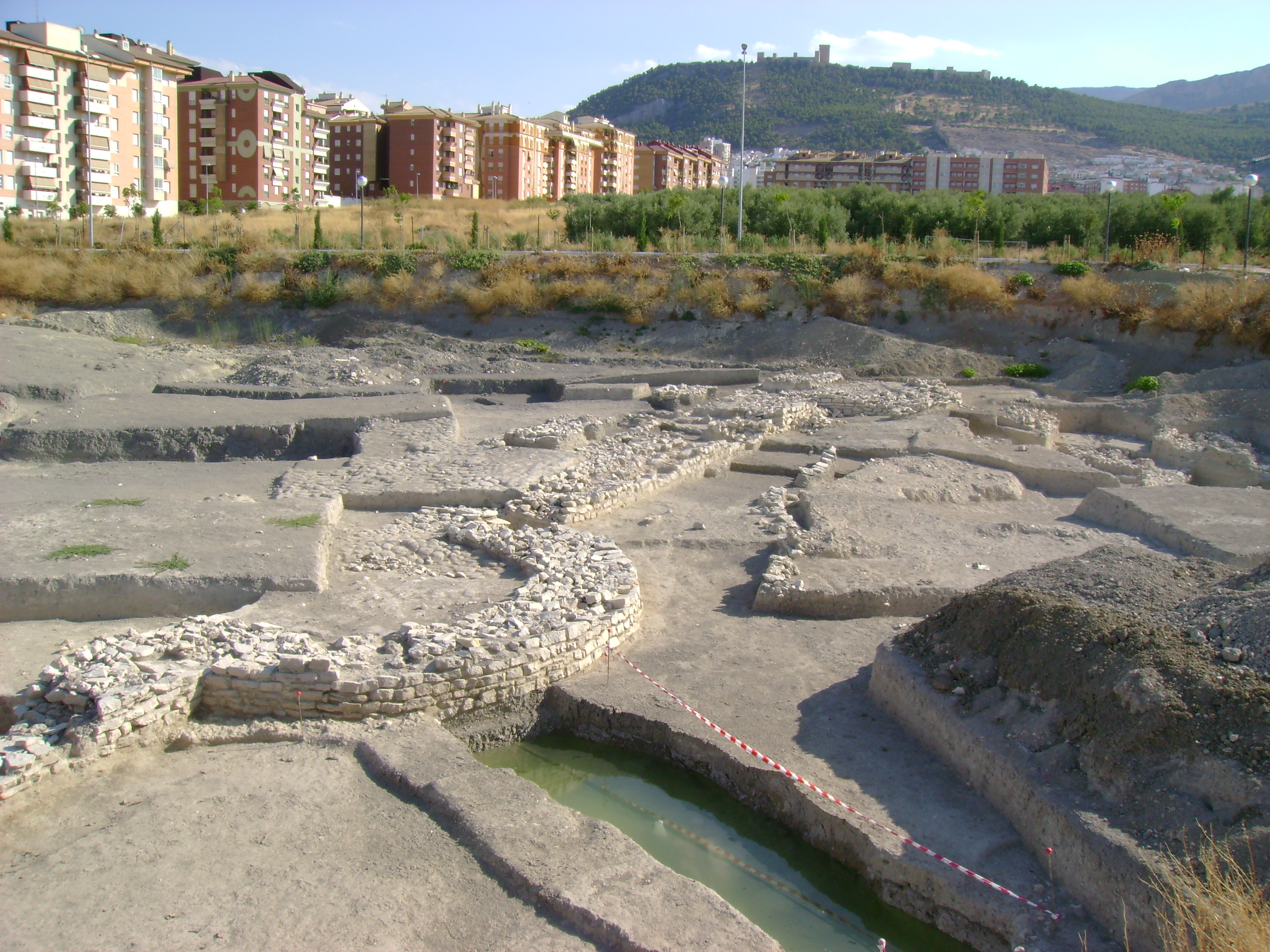
Muralla calcolítica de Marroquíes Bajos.

Los remotos orígenes de Jaén se remontan, si nos atenemos a la arqueología, a la etapa calcolítica, hacia el final del Neolítico, existían varias macroaldeas dispersas entre las que destaca el yacimiento de Marroquíes Bajos, uno de los asentamientos más antiguos de la península, se trata de una macroaldea organizada en cinco círculos concéntricos, con un sistema de muralla, empalizada y fosos de agua en cada uno de los círculos, y una superficie que oscila entre las 30 ha seguras y las 100 probables, alcanzada hacia el 2500 a. C. .
Restos arqueológicos hallados en el monte de Santa Catalina, en Caño Quebrado, y en Marroquíes Altos, la actual calle de Cristo Rey, vinculan los primeros asentamientos con la Cultura del Argar, ya antes del II milenio a.  C. , y en sus alrededores abundan las pinturas rupestres, incluso restos de arquitectura megalítica.
Marroquíes
La controvertida zona Arqueológica de Marroquíes ocupa una extensión aproximada de 40 hectáreas que coincide con varios sectores del Plan General de Ordenación Urbana programada como zona de construcción de viviendas. Cuando comenzaron los primeros movimientos de tierras para la construcción se puso de manifiesto parte de la ocupación humana que esa zona había contenido desde el III milenio antes de Cristo hasta los siglos XII y XIII y la relación que esta zona hubo de tener con lo que tradicionalmente se había considerado origen y desarrollo de la ciudad más antigua en torno al Cerro de Santa Catalina y sus laderas, lo que identificamos con la ciudad ibero-romana y medieval.
Los trabajos de arqueología urbana acometidos en esta zona desde febrero de 1995 hasta la actualidad han permitido documentar la existencia de diversas fases culturales. De ellas, la fase más conocida por su extensión y número de construcciones es la perteneciente a la Edad del Cobre (III milenio antes de Cristo). Se han estudiado viviendas excavadas en la roca o cabañas y otras construidas con zócalos de piedra y postes, posiblemente de madera, que sirven de soporte a techumbres de materia vegetal, silos o lugares para almacenaje, espacios dedicados a la metalurgia (con lo que ello implica del dominio humano sobre la producción de herramientas y la transformación de los minerales), estructuras de tipo defensivo, fosos y murallas, también sepulturas colectivas similares a las documentadas en 1950 durante las obras de la Iglesia de Cristo Rey en la zona de Marroquíes Altos; estas se encuentran situadas al Este, en una de las zonas más extremas del poblado. La delimitación de este poblado aún no es definitiva, en la actualidad los límites del mismo están en las líneas de fortificación y delimitación de murallas y fosos. Se han localizado cinco fosos desarrollados en círculos concéntricos con líneas de muralla en ocasiones perpendiculares a los fosos que al parecer garantiza un sistema defensivo bastante seguro; en otros casos se encuentran reforzando la parte interior del foso. La Edad del Cobre o calcolítico es una época importante en la Prehistoria, pues tras la revolución neolítica comienza a aparecer la metalurgia, la complejidad social, el control humano del territorio y la expansión demográfica en la península ibérica. Concretamente la Edad del Cobre en Jaén representa la consolidación de la economía agraria y la emergencia de un sistema territorial, articulado por centros importantes como Marroquíes Bajos en Jaén.

## Historia antigua

### Etapa ibérica
Durante la etapa protohistórica destaca el Cerro de la Plaza de Armas de Puente Tablas, un oppidum ibérico (poblaciones situadas sobre una meseta, fuertemente fortificadas, de mayor tamaño que los asentamientos levantinos que implicaría una estructura social desarrollada) de Puente Tablas, que fue abandonado antes de las Guerras Púnicas. Las excavaciones realizadas en este enclave han determinado la existencia de un muro escalonada, con torres avanzadas de grandes sillares en lo que se ha dado en llamar como Plaza de Armas.
Han sido abundantes los hallazgos de cerámica de borde quebrado y vuelto de finales del siglo V a. C. y principios del siglo IV a. C.. El poblado no se romaniza y en él se encuentran restos asimismo de cultura tartésica y medieval.
Los restos arqueológicos también testimonian la presencia ibérica en las proximidades del Castillo de Santa Catalina.

### Etapa púnica

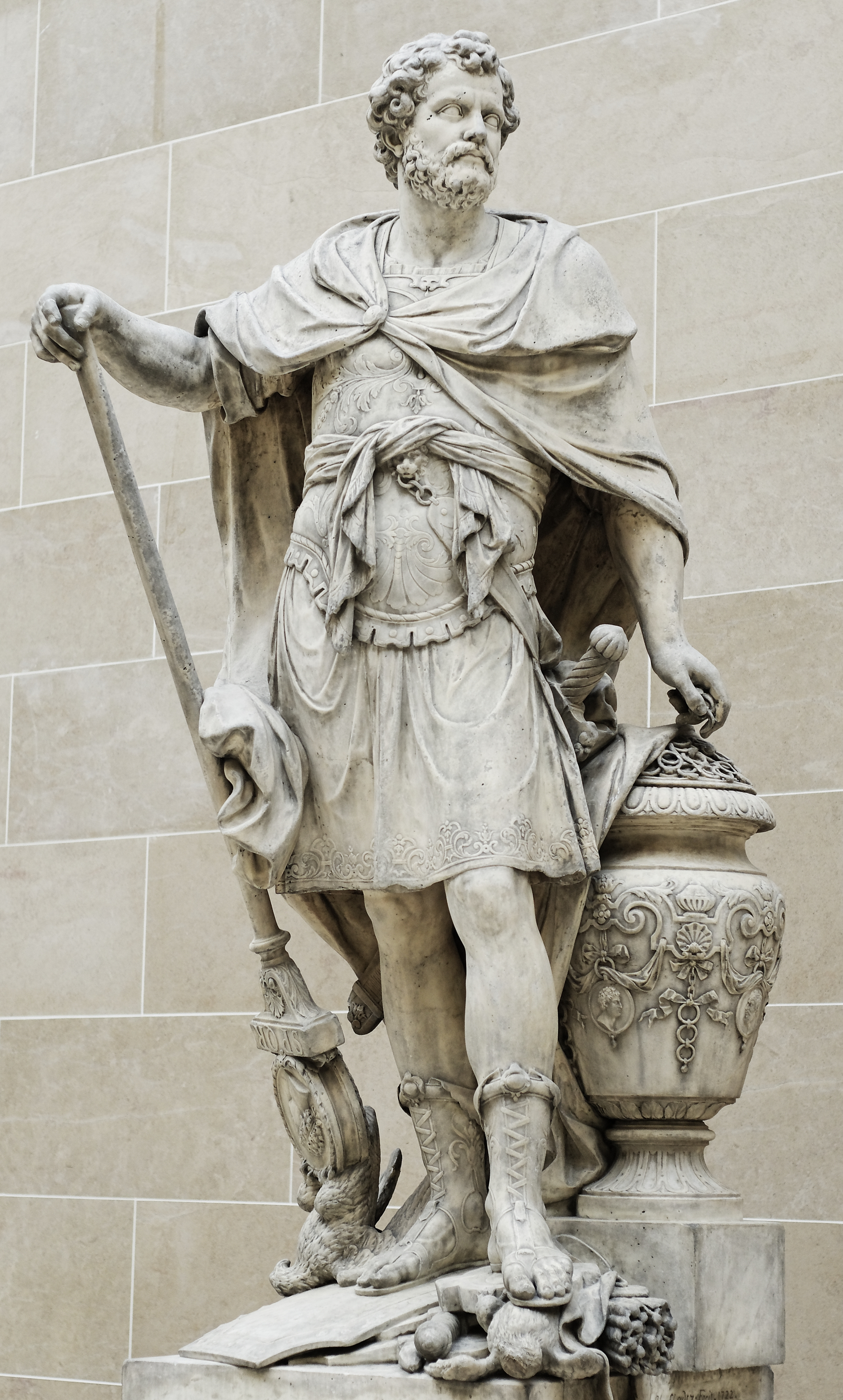
Escultura del Cartaginés Aníbal. Museo del Louvre.

Situada en una zona estratégica de paso, Jaén tuvo pronto a griegos y fenicios como pobladores y, por tanto, como protagonistas de hechos históricos.
La conquista cartaginesa del Guadalquivir comenzaría en el 237 a. C. y se prolongaría hasta el 231 a. C. La consecuencia inmediata de esta presencia fue la pronta explotación de los yacimientos mineros de Sierra Morena.
A la entrada de los cartagineses fue Jaén alcázar para Aníbal, haciéndose entonces la población grande, rica y fuerte, hasta el extremo de ser terror para los romanos.

### Etapa romana
Alrededor del año 207 a. C. la ciudad es tomada por Escipión el Africano y arrebatada a los cartagineses. Tito Livio la describiría como una ciudad opulenta, recibiendo los nombres de Auringi y Oringe por Estrabón; Polibio, la conoció como Elinga y el Concilio de Ilíberis, como Advinge, Plinio como Nijis u Oringis.
No era en realidad una ciudad demasiado grande. Se levantaría alrededor del raudal de la Magdalena, corazón de la ciudad antigua, y no se conservan demasiados restos urbanos: sí estelas y mosaicos, muchos de ellos en el Museo de Jaén. También han aparecido restos de esta etapa en el yacimiento de Marroquíes Bajos. Inmediatamente a su conquista los romanos la consideraron una ciudad estipendiaria, es decir, bajo vigilancia militar y tributo debido a su apoyo a Cartago.
Durante el final de la república y principios del Imperio romano, la ciudad fue romanizándose hasta que el emperador Vespasiano (69-79) o tal vez su hijo Tito (79-81) que le dieron el rango de municipio con derecho latino, conociéndose en adelante como Municipio Flavio Aurgitano o Aurgi.

## Edad Media

### Etapa visigoda
Los visigodos se asentarían definitivamente en el primer tercio del siglo VI. Jaén quedaría al margen de sus asentamientos y seguiría siendo un territorio en el que predominaba la población hispanorromana, con algunas guarniciones militares, como Mentesa, en las que se concentraba la población germánica. Durante todo este siglo, la presencia visigoda por tanto es débil y son frecuentes las rebeliones de la aristocracia romana.
La presencia visigoda supuso un momento de decadencia para la ciudad, en favor a Mentesa, La Guardia, hasta donde llegaba el limes bizantino.
Así pues, durante este período Aurgi sufrió una considerable reducción como indica la arqueología. Hay pocos restos materiales de este período, merece la pena destacar un tremís áureo perteneciente al reinado de Wamba aparecido en una excavación arqueológica llevada a cabo en la plaza Cambil en 1992.

### Etapa islámica
Durante cinco siglos estuvieron los árabes en Jaén (árabe: جيان, Jayyān). La consideraron como una gran ciudad. Le dieron walí, levantaron mezquitas, construyeron fortificaciones y palacios.

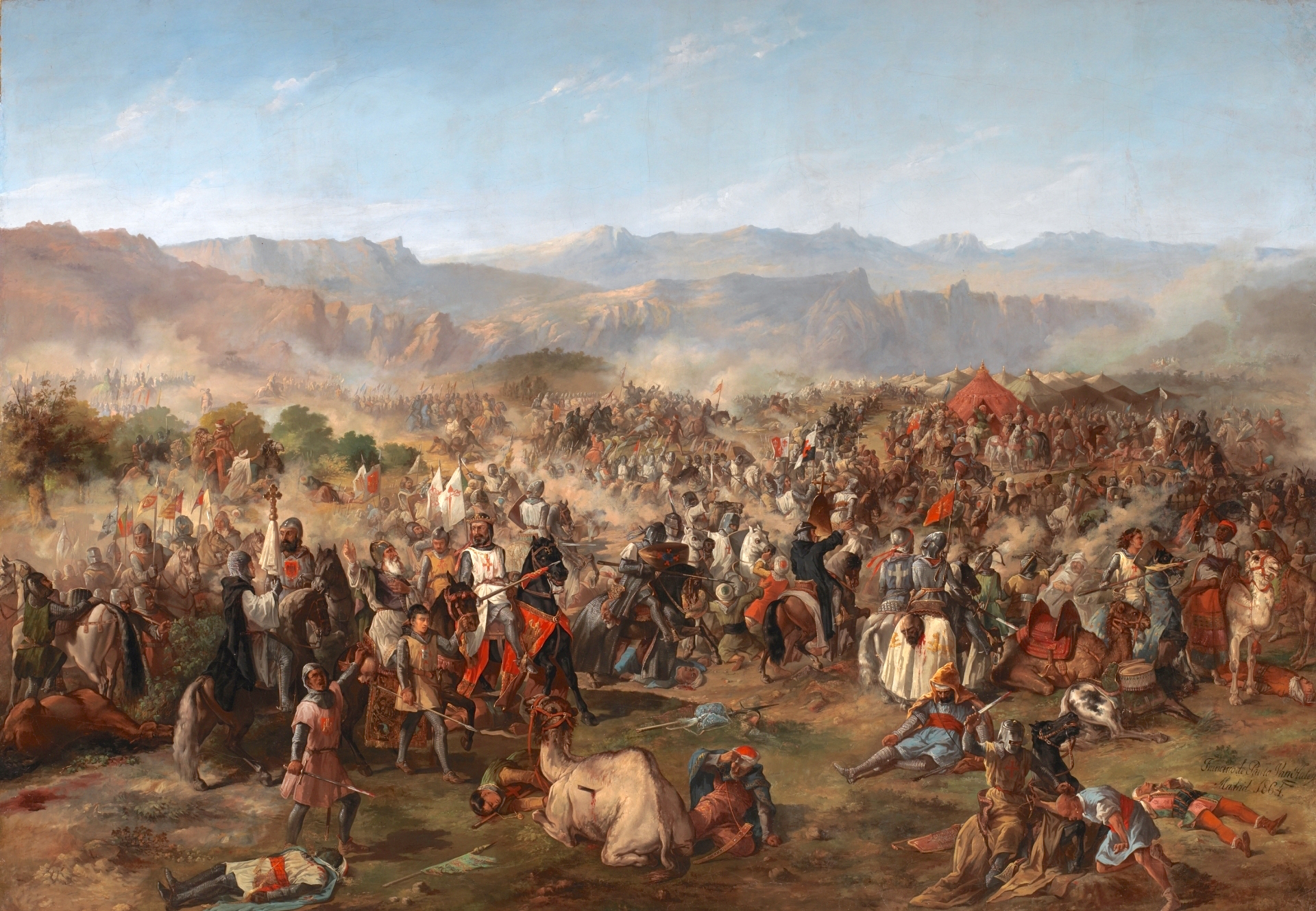
Batalla de las Navas de Tolosa.

Conquistada Jaén por Abdelaziz, en el siglo X sería la capital del reino moro llamado Dijaryan. Los almorávides la incorporarían a su imperio en 1091 y los almohades la ganarían en 1148. Con los árabes Jaén, la cora de Yayyan, es una excelente tierra regada por abundante agua que fluye en forma de ríos y fuentes, poseedora de gran cantidad de cultivos y abundante cereal, bosques frondosos, así como de una famosa industria de tapices y utensilios domésticos de madera que se exportaban por todo al-Ándalus y el Magreb.
La victoria de los cristianos en la batalla de las Navas de Tolosa (1212) supuso la apertura del valle del Guadalquivir para los ejércitos cristianos, que tras la victoria ocuparon, entre otras, la ciudad de Baeza.

### Reconquista
En 1225 la ciudad de Jaén fue sitiada por las tropas de Fernando III el Santo, quien no pudo tomar la plaza por la carencia de máquinas de asedio. En la defensa de la ciudad participaron 160 caballeros cristianos que apoyaban a los musulmanes, acaudillados por el magnate Álvaro Pérez de Castro "el Castellano", señor de la Casa de Castro y bisnieto de Alfonso VII el Emperador, rey de Castilla y León. El número de combatientes que defendían Jaén, según las crónicas cristianas, era de 3.000 caballeros cristianos, 50.000 peones musulmanes y 160 caballeros cristianos al mando de Álvaro Pérez de Castro.
De esta forma, con el nombre de Iahen, que daría lugar al topónimo actual, en 1246 la ciudad fue reconquistada por Fernando III el Santo, rey de Castilla y León, a través de un pacto de vasallaje con el rey nazarí de Arjona, Muhammad I "Alhamar" (nacido en Arjona y quien ordenó levantar en su exilio la Alhambra de Granada), en el año 1246, dos años después será denominada como ciudad.

Será en 1248, dos años después de conquistada Jaén cuando por primera vez aparecerá la denominación de ciudad para este núcleo de población, con motivo de la construcción de la Capilla de San Ildefonso, (...) en 1260 ya se la titula "La Noble Çibdad de Jahén" apareciendo en 1313, junto a Córdoba y Sevilla, como las tres únicas ciudades del valle del Guadalquivir...
José Rodríguez Molina, La ciudad de Jaén. Inventario de sus documentos (1549-1727).Diputación Provincial de Jaén, 1982. Pág.8

Los nazaríes la atacaron en 1300, pero no consiguieron hacerse con la plaza debido a la ayuda prestada a Jaén por los Caballeros de Baeza. Se fortifica el castillo y la ciudad, que pasa a ocupar un lugar estratégico por su cercanía con el reino moro de Granada, lo que le vale reconocimientos y privilegios reales.

### La huella cristiana

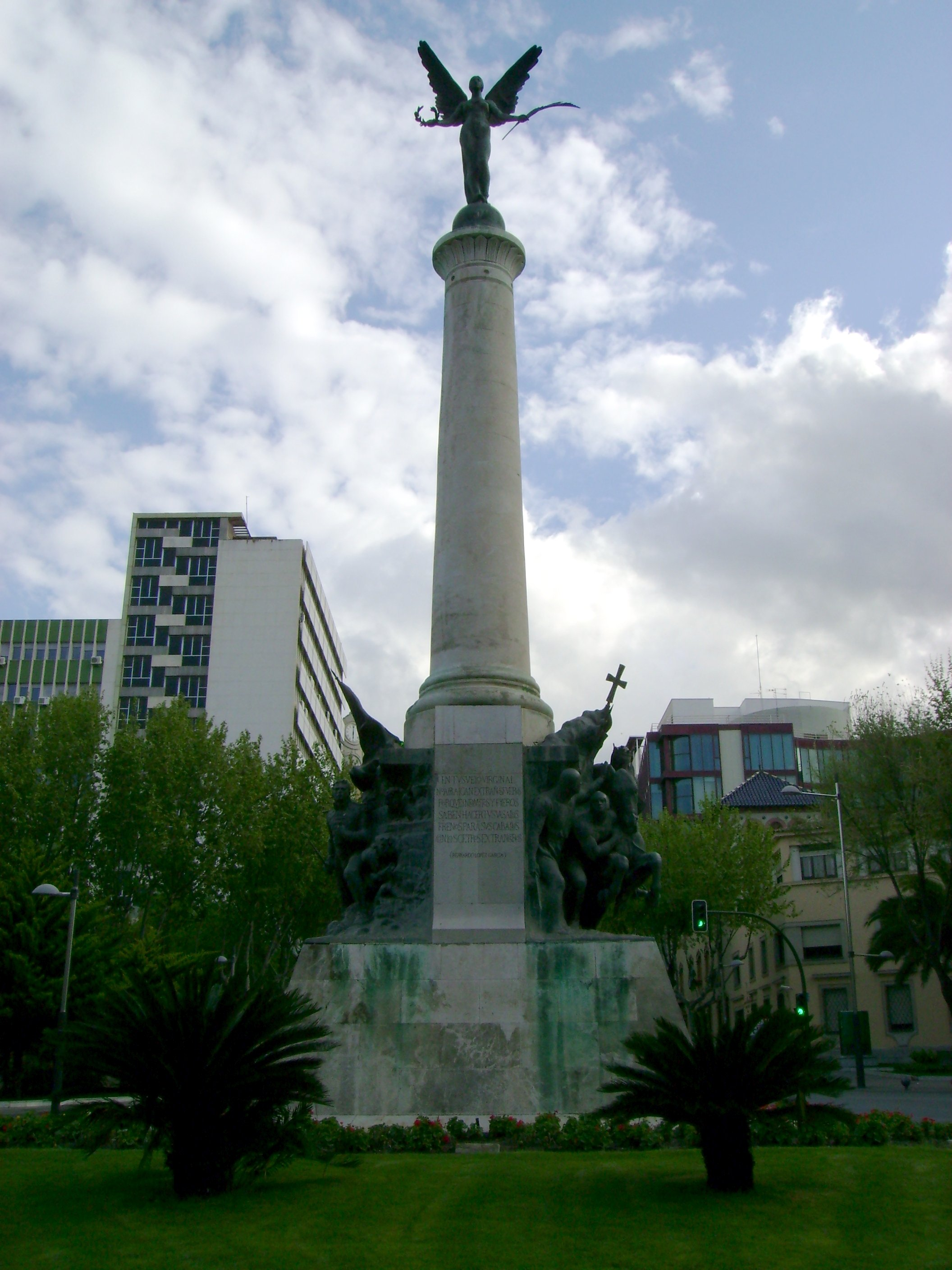
Monumento a las batallas de las Navas y Bailén, en Jaén.

Merced a su creciente importancia en los años siguientes, Xauen retomó el papel de cabeza del reino provincial que había ostentado Baeza en el ámbito político y religioso. Hasta la conquista de Granada, Jaén jugó un papel importantísimo en la lucha con los musulmanes del sur. De hecho, sufrió varios intentos de asalto y dos saqueos importantes, uno en el año 1300 y otro en 1368. Tal fue la importancia de la plaza jiennense, que el rey, Enrique II de Castilla otorga a Jaén el título de: «Muy noble y muy leal, guarda y defendimiento de los reinos de Castilla», dotándola a su vez de un Concejo propio y Cabildo, privilegios que se verían acrecentados con la llegada a Jaén del Privado del rey Enrique IV, el Condestable Miguel Lucas de Iranzo, al cual están dedicadas las fiestas patronales de la ciudad. La abundancia de agua propicia una rica agricultura y ganadería. La ciudad es una de las 18 que tienen representación en Cortes y se beneficia de sus privilegios reales. El Cabildo Catedralicio gozaría de enorme poder y en esta época se iniciaría la reconstrucción de la Catedral.
Conquistada Granada en 1492, Jaén cae en un lento y paulatino declive, del que intenta recuperarse en el siglo XVII en que en la ciudad se crea un potente gremio de artesanos que favorecieron el comercio interior y exterior. Jugó un papel importante en el plano cultural, social y militar en la conquista y asentamiento en la América hispana.
El siglo XVII arranca con una profunda crisis, fruto de las malas cosechas, epidemias y la política de los Austrias, de continuas levas e impuestos. La ciudad perdería población progresivamente y se empobrecería, lo que supondría el deterioro de los barrios más antiguos. Esta crisis se mantendría prácticamente hasta el siglo XX.

### La huella judía

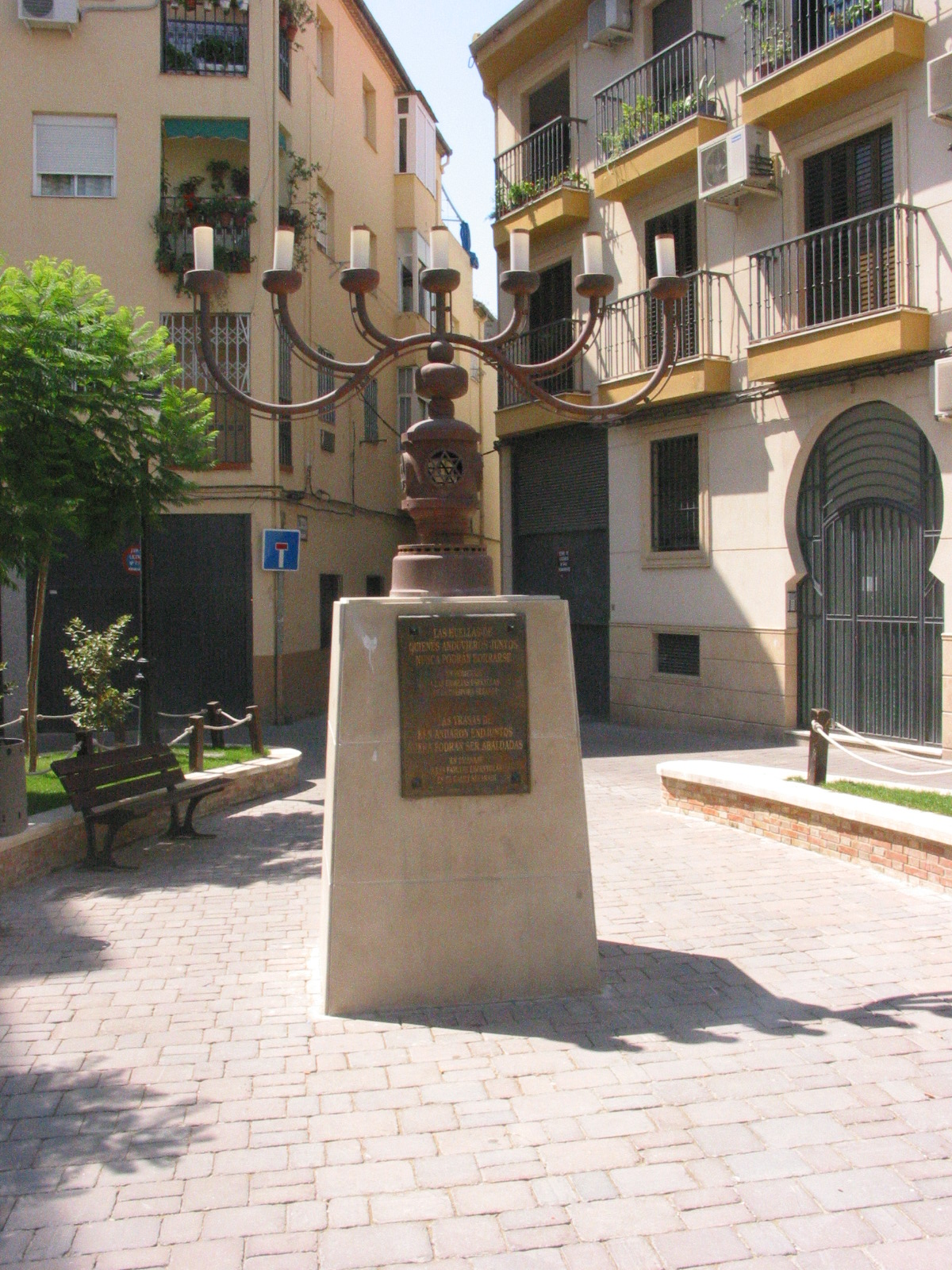
Menorá en la judería de Jaén.

Tanto bajo dominación islámica como cristiana, durante toda la Edad Media existió en Jaén una nutrida población judía, que dio lugar a la existencia de una aljama que debió contar con sus edificios comunales tales como sinagogas, baños rituales, taberna para el vino judaico, etc. En realidad la presencia judía se documenta ya en el año 612, pero será a partir del siglo X, con el nacimiento en la ciudad del célebre cortesano judío Hasday ibn Shaprut, cuando la judería jiennense realmente alcanzará su esplendor. Ya el padre de Hasday, Isaac ibn Shaprut, había fundado una sinagoga en su ciudad natal y era mecenas de artistas locales.
Bajo dominación castellana la judería tendrá gran importancia bajo los reinados de Fernando III el Santo y de Alfonso X, sufriendo diversos altibajos hasta llegar a las graves persecuciones contra los judíos de 1391 y a la creación del tercer tribunal de la Inquisición de España en el reino de Jaén en el año 1483. Este tribunal se estableció en el corazón del que fuera antiguo barrio judío.
A pesar de las persecuciones, se documentan prácticas judaizantes hasta bien entrado el siglo XVIII y todavía entre los descendientes de los judíos expulsados del país, se conservan apellidos familiares con tradición de ser originarios de la ciudad, tales como Marrache, Dayan y el apellido "Jaén" en sus diferentes variantes en judeoespañol: Djaen, Djain, D´jaen y Kaen (este último solo en Turquía). El barrio judío se encuentra actualmente pendiente de un proyecto de rehabilitación integral y la ciudad es miembro de pleno derecho de la Red de Juderías de España "Caminos de Sefarad". Desde el año 2011 la ciudad es sede regional de la Casa de Sefarad-Israel.

## Edad Contemporánea

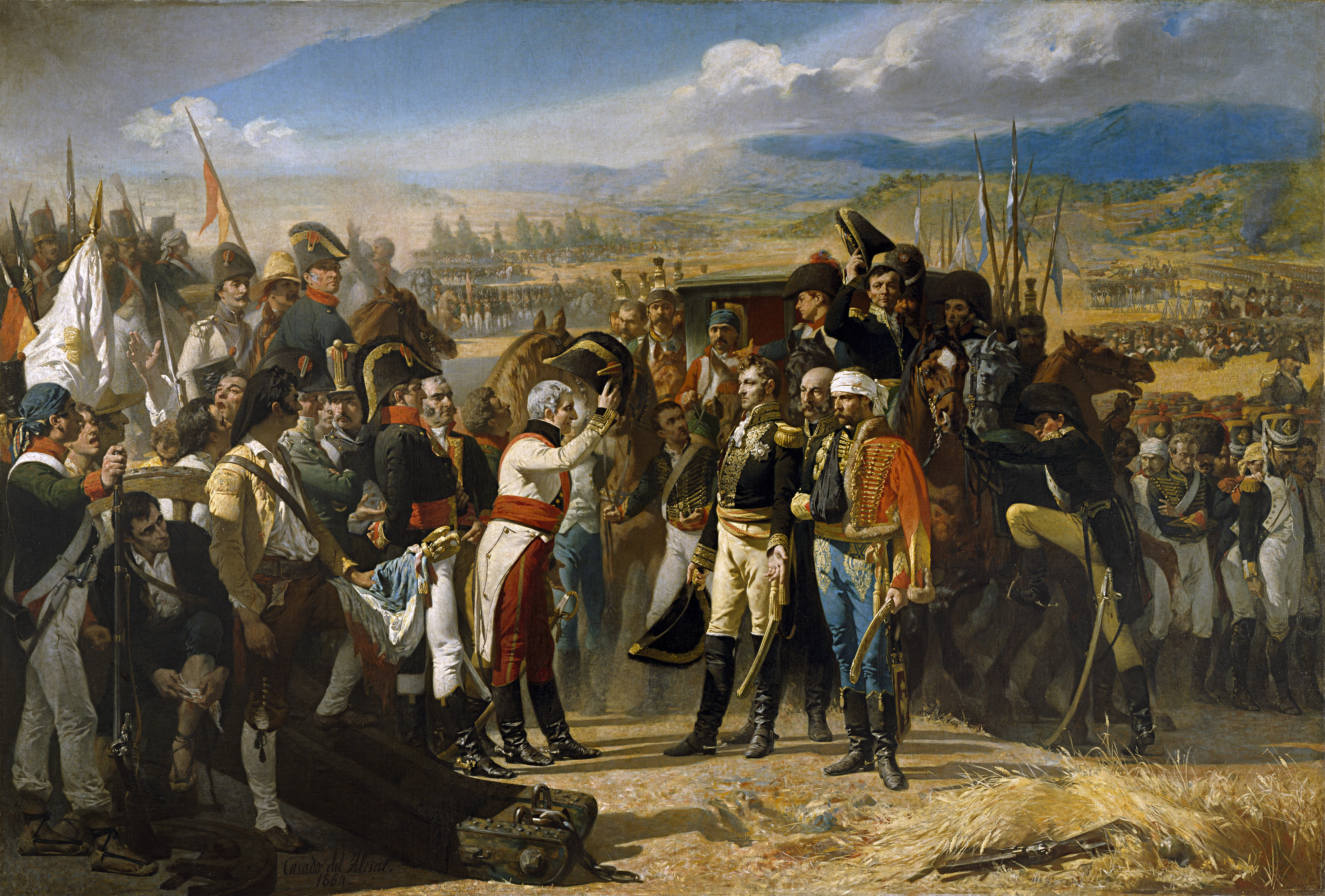
Batalla de Bailén.

Con el inicio del siglo XIX, la ciudad se hallaba en franca decadencia. Al principio de la guerra de Independencia (1808-1813) la ciudad es tomada y saqueada brutalmente. Jaén se unió al sistema de Juntas de gobierno para hacer frente al vacío de poder y a la ocupación francesa. Después de la batalla de Bailén y la posterior reconquista francesa de 1809, el rey José I emprende la conquista de Andalucía. El 23 de enero de 1810, el general francés Sebastiani, toma la ciudad. Una vez pacificada, el rey José I la visitara el 15 de marzo de 1810. Se siguieron sucediendo los episodios sangrientos y los franceses establecieron una guarnición en el castillo, que volarían impudicamente a su marcha.
Durante el reinado de Fernando VII, en el Trienio Liberal, la ciudad será escenario de la batalla entre las tropas absolutistas y las liberales, dirigidas estas por Rafael Riego. La ciudad no fue nombrada capital de provincia hasta 1833, lo que vendría a suponer un respiro en su proceso de decadencia. Sin embargo, esta tendencia no se rompería hasta 1960, cuando Jaén recobraría impulso e iniciaría una nueva fase de crecimiento. Ya bajo Isabel II, la ciudad se mantuvo leal a la reina frente a los partidarios carlistas. En 1862 la reina Isabel realizó una gira por Andalucía, donde visitó Jaén. En 1873 se proclamó cantón independiente.

### SigloXX
Las luchas agrarias que sucederán a comienzos del siglo XX y hasta el fin de la guerra civil, fueron de especial importancia en Jaén, sobre todo las protagonizadas por el movimiento socialista en la provincia que era de los más numerosos de la época, no así el Anarquismo que tenía sus bastiones de afiliación en la comarca de La Loma y Cazorla.

#### Guerra Civil y franquismo
Durante la guerra civil la ciudad permanecerá leal al gobierno de la II República hasta abril de 1939. Durante la guerra servirían de prisión tanto la cárcel de la ciudad como la catedral, donde vendrían a parar cientos de detenidos en la capital y pueblos de la provincia. Destaca el dramático acontecimiento de la salida de los Trenes de la Muerte, los días 11 y 12 de agosto de 1936, donde se trasladaron cientos de prisioneros derechistas, entre los que se encontraban parte de la clase política y el obispo Manuel Basulto Jiménez, que fueron ejecutados en las estaciones de Madrid. Durante el periodo bélico, tanto en la ciudad como en el resto de la provincia se sucedieron las colectivizaciones que tuvieron especial importancia en la Colectividad de Las Infantas gestionada tanto por la UGT como por la CNT, así mismo se colectivizó por el sindicato anarquista el extinto Cine Asuán. Por otra parte, la capital jiennense sufrió durante el conflicto fuertes bombardeos por parte de la aviación fascista, siendo el más virulento el sufrido el 1 de abril de 1937 cuando cinco trimotores Junkers de la Legión Cóndor del ejército nazi al servicio de las fuerzas del general sublevado Francisco Franco, fueron enviados a Jaén por el general Gonzalo Queipo de Llano. Su misión una operación de castigo sobre la población civil jiennense como represalia al bombardeo republicano sobre Cabra, Córdoba. Tras sobrevolar la capital dejaron caer su mortal carga sobre una población sin defensas aéreas compuesta fundamentalmente por refugiados. El balance trágico contabilizó 159 fallecidos por acción directa de las bombas y 280 heridos. Como venganza al bombardeo las autoridades de la ciudad ordenaron distintas sacas por las que fueron trasladados 128 presos derechistas al cementerio de Mancha Real donde serían fusilados. Es notoria la presencia durante el conflicto bélico de Miguel Hernández que participaría activamente en el periódico comunista Frente Sur teniendo su lugar de residencia en la Calle LLana, hoy de Francisco Coello, de la ciudad jiennense donde hoy existe una placa que recuerda este hecho.
El fin de la guerra, en 1939 supuso la detención de cientos de personas que serían juzgadas, y muchos condenados a muerte, acusados de crímenes en la retaguardia republicana. Estas personas sufrieron, en muchos casos, juicios sumarísimos y dejaron el triste balance represivo por parte del bando nacional de más de 9.674 muertes, según el Investigador Luis Miguel Sánchez Tostado, entre el periodo de la contienda y la posterior represión, frente a las 1.924 muertes que le asigna al bando republicano.
Como anécdota queda la que protagonizó Juanito Valderrama que pudo salvar la vida en la batalla de Brunete gracias al dirigente anarquista de la CNT de Jaén, Carlos Zimmerman quién le proporcionó un carné confederal y lo envió a otro lugar como soldado de fortificaciones, años después en una gira por Tetuán cantando el Emigrante, se reencontró con Carlos que estaba exiliado en el país vecino.

#### Transición y democracia
El fin del franquismo supuso un nuevo impulso en el desarrollo de la ciudad. Desde entonces la política de la ciudad ha variado entre los principales partidos tanto en el gobierno de la ciudad, como en los representantes de los ciudadanos en las distintas administraciones.
Desde la llegada de la democracia y durante los años ochenta la preeminencia del Partido Socialista Obrero Español fue casi absoluta, ganando sucesivamente y con contundencia una tras otra, todas las convocatorias electorales (generales, autonómicas y municipales). Así, en clave municipal, desde finales de la década de los setenta y década de los ochenta fueron socialistas quienes ocuparon el puesto de máximo regidor: Emilio Arroyo López y José María de la Torre Colmenero. Siendo este último desbancado de la alcaldía a finales de los ochenta por una moción de censura que aupó al puesto de primer edil a Alfonso Sánchez Herrera (Alianza Popular) con el apoyo del hoy ya extinto CDS.
A pesar de la moción de censura, el PSOE seguía siendo la fuerza más votada, aunque está tendencia comenzó a invertirse a comienzo de la década de los noventa cuando en las elecciones autonómicas de 1990 el Partido Popular (marca nacida tras el congreso-refundación de Alianza Popular en 1989) superó por vez primera en votos al PSOE en la capital, si bien esta diferencia fue mínima (17 892 votos frente a 17 470). En las dos siguientes llamadas electorales (municipales de 1991 y generales anticipadas de 1993) esta inversión de voto se mantuvo dando al PP un mayor número de votos pero siempre con escaso margen sobre los socialistas. Así las cosas, debido a esa estrecha diferencia en las municipales de 1991, la aritmética electoral volvió a permitir a José María de la Torre Colmenero recuperar la alcaldía con el apoyo esta vez de Izquierda Unida.
Tras esta primera mitad de la década de los 90, la diferencia entre PP y PSOE se acentuó. De esta manera, lo que había sido una sucesión de derrotas dulces a partir de las autonómicas de 1990, se convirtió en una debacle en las autonómicas de 1994 en las que el PP casi dobló en votos (28 857) al PSOE (15 466) en parte por el ascenso que en esos años también experimentó Izquierda Unida. Como consecuencia de ello, en las elecciones municipales de 1995 Alfonso Sánchez Herrera (PP) volvió a ganar la alcaldía, esta vez sí, con holgada mayoría absoluta.
Las diferencias entre ambas formaciones volvieron a ser ajustadas a partir de las municipales de 1999 sobre todo después de que en esos comicios el PP sufriera un descenso de votos de más del 25 % respecto a la última cita electoral que había sido en las autonómicas de 1996. La explicación a este hecho fue atribuida no tanto al desgaste en el ejercicio del poder, sino a que en las elecciones municipales de 1999, el PP cambió su cabeza de lista no presentándose Alfonso Sánchez Herrera a la reelección y siendo sustituido por Miguel Sánchez de Alcázar Ocaña. En las siguientes elecciones municipales de 1999 el PP volvió a ganar por mayoría absoluta convirtiéndose así Miguel Sánchez de Alcázar Ocaña en el cuarto alcalde de la democracia de la capital jiennense.

### SigloXXI
Las diferencias de votos entre socialistas y populares se siguieron manteniendo en los niveles de las municipales durante las llamadas electorales de los siguientes cuatro años, y así hasta que de nuevo, y por estrecho margen en las municipales del 2003 el PP volvió a ganar por mayoría absoluta siendo la tercera vez consecutiva que lo lograba desde 1995.
Tras los comicios del 2003, las fuerzas se igualaron bastante hasta el punto de que en las dos siguientes elecciones (generales y autonómicas del 2004) fue el PSOE la fuerza más votada en la capital. En los años sucesivos se hicieron patentes progresivamente notables desavenencias en las filas del Partido Popular que dieron lugar a una fuerte división en su seno entre los partidarios del primer edil, Miguel Sánchez de Alcázar Ocaña, y el presidente provincial del partido, José Enrique Fernández de Moya. En esta situación se llegó a las elecciones municipales del 2007 en las que el resultado electoral se mantuvo a nivel de empate técnico (pues la diferencia fue inferior a los tres puntos porcentuales), siendo esta vez el PP la fuerza más votada aunque por un margen de tan solo 1500 votos. Esta nueva situación de mayoría relativa desconocida en el ayuntamiento desde 1991, fue celebrada por los socialistas como un triunfo pues un pacto con IU dejó el camino expedito a la candidata del PSOE, Carmen Purificación Peñalver Pérez, para convertirse en la nueva alcaldesa de la ciudad, la primera de la historia, que devuelve a un socialista la alcaldía de Jaén doce años después.
Al año siguiente, en el 2008, y bajo mandato municipal socialista se celebraron nuevas elecciones generales y autonómicas que de nuevo dieron por estrecho margen como fuerza más votada en el caso de las generales en la capital al PSOE (47,17 %). mientras que los resultados en las autonómicas dieron la ventaja al PP (46,52 %). Por su parte en las europeas de 2009, la fuerza más votada en la ciudad fue el PP con el 49,87 % de los votos.
En las elecciones municipales de 2011 el Partido Popular consiguió una mayoría absoluta histórica, al conseguir 16 concejales con el 51,78 % de los votos, que le hizo recuperar la alcaldía municipal. El cabeza de lista de la formación, José Enrique Fernández de Moya, fue investido alcalde el 11 de junio. En noviembre de ese mismo año se celebraron elecciones generales en España, en la capital el PP volvió a ser el partido más votado con más de 37 000 votos, mientras que el PSOE volvió a perder votos sin bajar de los 20 000. Por su parte UPyD se convirtió en el tercer partido, con 3 937 votos, superando a IU que también incrementó su número de votos, con 3 367.
En el año 2015 se celebraron hasta tres elecciones en la ciudad. El 22 de marzo, se realizaron las elecciones al Parlamento de Andalucía, que en la ciudad ganó el Partido Popular con un 36,7 % de los votos, seguido del PSOE-A con el 26,84 %. En estas elecciones aparecieron por primera vez los partidos Podemos y Ciudadanos como tercera y cuarta fuerza política en la capital, con el 14,15 % y 11,36 % de los votos respectivamente, y obteniendo el primero un diputado, mientas que IU y UPyD vieron reducidos su número de electores hasta el 3,71 % y 2,68 %, cada uno.
El 24 de mayo se celebraron las elecciones municipales, que, en la ciudad de Jaén, arrojaron una victoria, sin mayoría absoluta, para el PP por delante del PSOE que siguió siendo la segunda fuerza política de la ciudad. Igualmente, aparecieron, el nuevo partido Ciudadanos y la agrupación de electores Jaén en Común, con tres concejales cada uno. Por su parte, Izquierda Unida quedó sin representación en el ayuntamiento por primera vez desde la llegada de la democracia. Del mismo modo, en el ayuntamiento de Jaén vuelve a existir representación de cuatro partidos diferentes desde 1991. Con todo ello, el candidato popular, José Enrique Fernández de Moya, fue investido nuevamente alcalde de la ciudad el 13 de junio.
El 20 de diciembre se celebraron las elecciones generales, para las que el alcalde fue designado cabeza de lista al Congreso de los Diputados por la provincia jiennense, por lo que, tuvo que renunciar a la alcaldía, lo sustituyó como alcalde Francisco Javier Márquez Sánchez, anterior concejal de urbanismo. El resultado de estas elecciones en la capital dejó al PP como el más votado una vez más, seguido por el PSOE, Podemos y Cs.
Dado que el resultado de estas elecciones imposibilitó la investidura de ningún candidato a presidente del gobierno, hubo que repetir las elecciones generales en junio de 2016. En estas elecciones los partidos Podemos, IU y Equo confluyeron bajo el nombre Unidos Podemos. En la capital, el resultado fue similar al de diciembre, el PP obtuvo el 38,14 % de los votos, seguido del PSOE con el 25,04 % y UP y Cs que obtuvieron 15,03 % y 14,95 % respectivamente.
El 2 de diciembre de 2018 fueron las elecciones al Parlamento de Andalucía que en la ciudad ganó el PP con el 24,88 % de los votos, seguido del PSOE con el 23,62 % y Cs con el 20,54 % de los votos. Por último, Adelante Andalucía y Vox que obtuviron el 12,92 % y el 12,11 % de los votos respectivamente.
En las Elecciones generales de España de abril de 2019 el PSOE fue el partido más votado en la capital jiennense con 20 743 votos (30,10 %). Algo que no sucedía desde las elecciones generales de 2008. La segunda fuerza en número de votos fue el PP con 15 364. Cs fue la tercera fuerza política más votada en la capital, con 12 871 votos (18,68 %), seguidos de  Vox (15,05 %) y Unidas Podemos.
En las elecciones municipales de 2019 el PSOE volvió a ser el partido más votado con el 39,93 % de los votos. La segunda fuerza fue el PP con el 27,07 % y la tercera fue Cs con el 15,46 %. Finalmente, Podemos y Vox obtuvieron el 6,32 % y el 6,27 %, respectivamente.
En las Elecciones generales de España de noviembre de 2019 el partido más votado volvió a ser el PSOE con 19 809 votos y el 30,70 %, seguido de PP con el 22,30 % y Cs con el 18,68 %.
El 19 de junio de 2022 fueron las elecciones al Parlamento de Andalucía que en la ciudad se tradujeron en una mayoría para el PP, que obtuvo el 41,65 % de los votos, alcanzando los 23 504 votos, por 17,44 % del PSOE y el 13,86 % de Vox. En estas elecciones, destacó la irrupción de Jaén merece más que con 9 658 votos y el 17,11 %, quedó como tercera fuerza de la capital, muy cerca del PSOE.
El las elecciones municipales de 2023 el PSOE volvió a ser el partido más votado con el 36,77 % de los votos, alcanzando los 20 732 votos. La segunda fuerza fue el PP con el 36,24 %, seguida de Jaén merece más con el 12,52 % y Vox con el 8,61 %.

### Histórico de resultados electorales
| Partido político | Andaluzas 2022 | Andaluzas 2022 | Municipales 2023 | Municipales 2023 | Generales 2023 | Generales 2023 |
| Partido político | Votos          | %              | Votos            | %                | Votos          | %              |
| PP               | 23 504         | 41,65          | 20 435           | 36,24            |                |                |
| PSOE             | 9 842          | 17,44          | 20 732           | 36,77            |                |                |
| Vox              | 7 824          | 13,86          | 4 858            | 8,61             |                |                |
| JMM              |                |                | 7 064            | 12,52            |                |                |

| Partido político | Andaluzas 2015 | Andaluzas 2015 | Municipales 2015 | Municipales 2015 | Generales 2015 | Generales 2015 | Generales 2016 | Generales 2016 | Andaluzas 2018 | Andaluzas 2018 | Generales 2019 (I) | Generales 2019 (I) | Municipales 2019 | Municipales 2019 | Generales 2019 (II) | Generales 2019 (II) |
| Partido político | Votos          | %              | Votos            | %                | Votos          | %              | Votos          | %              | Votos          | %              | Votos              | %                  | Votos            | %                | Votos               | %                   |
| PP               | 22 401         | 36,70          | 21 129           | 38,38            | 25 684         | 38,14          | 27 903         | 43,45          | 13 836         | 24,88          | 15 364             | 22,30              | 14 577           | 27,07            | 17 207              | 26,67               |
| PSOE             | 16 385         | 26,84          | 16 249           | 29,52            | 16 858         | 25,04          | 16 306         | 25,39          | 13 139         | 23,62          | 20 743             | 30,10              | 19 886           | 39,93            | 19 809              | 30,70               |
| Vox              |                |                |                  |                  |                |                |                |                | 6 736          | 12,11          |                    |                    | 3 374            | 6,27             | 14 022              | 21,73               |
| Ciudadanos       | 6 933          | 11,36          | 6 240            | 11,33            | 10 068         | 14,95          | 8 458          | 13,17          | 11 424         | 20,54          | 12 871             | 18,68              | 8 323            | 15,46            |                     |                     |
| Podemosbd        | 8 637          | 14,15          | 5 698            | 10,35            | 10 123         | 15,03          | 9 465          | 14,74          | 7 187          | 12,92          |                    |                    | 3 404            | 6,32             |                     |                     |
| IULV-CAa         | 2 266          | 3,71           |                  |                  | 2 107          | 3,13           |                |                |                |                |                    |                    |                  |                  |                     |                     |

a Los resultados de las elecciones generales de 2015 corresponden a los de Unidad Popular.

b Los resultados de las elecciones generales de 2016 corresponden a los de Unidos Podemos.

c Los resultados de las elecciones autonómicas de 2018 y las municipales de 2019 corresponden a los de Adelante Andalucía.

d Los resultados de las elecciones municipales de 2015 corresponden a los de Jaén en Común.